# Marley Shriver
Marley Lynn Shriver (Muskegon, 13 febbraio 1937 – New Castle, 13 febbraio 2016) è stata una nuotatrice statunitense.
Specializzata nello stile libero, ha partecipato ai Giochi di Melbourne 1956, gareggiando nei 400m sl e nella Staffetta 4x100m sl.
È stata sposata con il tuffatore Gary Tobian.